# فريدة منصوروفا
فريدة حميدوفنا منصوروفا من مواليد 2 مايو 1952) هي طبيبة وباحثة علمية طاجيكستانية.
ولدت في سمرقند لأسرة طبية بامتياز؛ فهي ابنة حميد منصوروفا وإيرينا منصوروفا، تلقت تعليمها الابتدائي في المدارس الروسية بين عامي 1959 و1969 وتخرجت من المعهد الطبي في دولة طاجيكستان عام 1975؛ وحتى عام 1977 كانت باحثة في قسم الطب الباطني في تلك المؤسسة.
عملت من عام 1977 حتى عام 1982 كباحثة علمية في شعبة الكيمياء الحيوية في المعهد العلمي كما تخصصت في دراسة الجهاز الهضمي في تلك الفترة؛ بداية من عام 1982 وحتى كانون الثاني/يناير 2002 وهي ترأس شعبة الكيمياء الحيوية في المعهد الطبي بطاجيكستان؛ وقد صرَّحت في وقت سابق بأنها من أشد المدافعين عن العمل العلمي في أكاديمية موسكو التي درست فيها عام 1984. نالت شهادة الدكتوراه بتقدير تمييز من المعهد الطبي وذلك بحلول 1998. في 1 شباط/فبراير 2002 شغلت منصب مساعدة مدير معهد بحوث أمراض الجهاز الهضمي،  وبقيت في هذا المنصب حتى عام 2010 عندما بدأت تعمل في مختبر مركز البيولوجيا التطبيقية الطبي. فريدة هي عضو في أكاديمية العلوم الطاجيكستانية وقد نشرت خمسة عشر ورقة بحثية على مدار حياتها المهنية،  وأكثر من 235 عمل علمي في الكلية بما في ذلك ثلاث دراسات كاملة وشاملة.